# Hideki Yukawa
Hideki Yukawa ForMemRS FRSE (湯川 秀樹 Yukawa Hideki, 23. januar 1907 – 8. september 1981) var en japansk teoretisk fysiker. Han modtog nobelprisen i fysik for sin forudsigelse af pionen, og blev derved den første japaner, der modtog en nobelpris.